# Tennessee (película)
Tennessee es una película dramática estadounidense de 2008 dirigida por Aaron Woodley y producida por Lee Daniels. Los derechos canadienses fueron adquiridos por VVS Films, mientras que los estadounidenses fueron tomados por Lee Daniels Entertainment. El estreno del filme tomó parte en la edición del Festival de cine de Tribeca de 2008, celebrada el 26 de abril.
Mariah Carey coescribió el tema Right to Dream con Willie Nelson y lo interpretó junto al armonicista Mickey Raphael para incluirlo en la banda sonora de la película.

## Sinopsis
Carter (Adam Rothenberg) y su hermano menor Ellis (Ethan Peck) se embarcan en un viaje desde Nuevo México hasta Tennessee para encontrar a su padre, un viaje que podría dejar la vida del segundo en la balanza. En el camino conocen a Krystal (Mariah Carey), una aspirante a cantante que deja a su controlador esposo (Lance Reddick) para unirse a ellos en el viaje.